# احمد حسن (بازیکن فوتبال)
احمد حسن (انگلیسی: Ahmad Hasan) بازیکن فوتبال اهل کویت بود.
وی به‌همراه تیم ملی فوتبال کویت در بازی‌های المپیک تابستانی ۱۹۸۰ شرکت کرده‌است.